# Xavier Albertí
Xavier Albertí i Gallart (Lloret de Mar, Selva, 8 de octubre de 1962) es director de escena, actor, gestor teatral, compositor y actual director artístico del Teatro Nacional de Cataluña.

## Biografía
Titulado superior en Dirección escénica por el Instituto del Teatro de la Diputación de Barcelona y la Universidad Autónoma de Barcelona Desde 1996 y hasta 1999 dirigió el Festival Griego de Barcelona, y desde el 2004 y hasta el 2006 dirigió el área de creación del Instituto Ramon Llull. Fue director de servicios culturales del Instituto del Teatro de Barcelona, donde también ha sido docente y coordinador pedagógico del Conservatorio Superior de Danza. También ha sido ponente en el Obrador de la Sala Beckett, en los cursos de verano en Argelaguer, la Universidad Menéndez Pelayo o las universidades de Gerona y Lérida.
Durante los años de formación, realizó estudios de piano y de composición musical con Luis de Pablo, Cristóbal Halffter, Tomás Marco, Helmuth Lachenmann, Carmelo Bernaola, Armando Gentilucci o Karl-Heinz Stockhausen. Tiene composiciones estrenadas en varios festivales de música contemporánea.
El 2007 trabajó conjuntamente con Pere Portabella y Carles Santos en el guion de la película El silencio antes de Bach. Este mismo año dirigió el recital de poesía catalana con Lou Reed, Laurie Anderson y Patti Smith, dentro de la muestra de cultura catalana de Nueva York Made in Cataluña, en el Baryshnikov Art Center. En 2008 fundó con Lluïsa Cunillé la compañía La Reina de la noche.
Ha dirigido y publicado la obra dramática Hedda Gabler sobre textos de Henrik Ibsen, 1993, Macbeth o Macbetto sobre textos de William Shakespeare, 1993 y Hamlet sobre textos de William Shakespeare y Jules Laforgue. Ha compuesto también tres sardanas.
El 2013 asumió la dirección artística del Teatro Nacional de Cataluña.

## Producciones como director escénico
Algunos de los trabajos de Xavier Albertí como director escénico son: 
- Zoom, de Carles Alcalde.
- Tierra de nadie, de Harold Pinter.
- Cómo decirlo?, de Josep Maria Benet.
- Yo, Dalí, ópera de Xavier Benguerel.
- Dos mujeres que bailan, de Josep Maria Benet.
- Vida privada, adaptación de la novela de Josep Maria de Sagarra.
- Al cielo, oratorio para Jacinto Verdaguer, de Narcís Comadira.
- El burdel, de Lluïsa Cunillé.
- Sótano de Josep Maria Benet.
- El mal de Holanda, de Paco Zarzoso (estrenado en el Festival VEO de Valencia la temporada 2008).
- La caída de Amlet (o la caída de la H), de Jordi Oriol.
- Ensayando pitarra, obra de creación de Xavier Albertí y Lluïsa Cunillé.
- El dúo de la africana, creación de Lluïsa Cunillé y Xavier Albertí (temporada 2007).
- Crónica sentimental de España, a partir de la obra homónima de Manuel Vázquez Montalbán.
- Tennessee, basado en textos de Tennessee Williams (2006).
- Sangre lunar, de José Sanchis Sinisterra (estrenado en el Centro Dramático Nacional María Guerrero).
- PPP, sobre la obra de Pier Paolo Pasolini.
- De Manolo a Escobar, de Marc Rosich (temporada 2005).
- El profesor Bernhardi, de Arthur Schnitzler (temporada 2016).
- El encuentro de Remei, de Anselmo Clavé (temporada 2016).
- El maestro Juan Martínez que estaba allí, adaptación de la narración homónima de Manuel Chaves Nogales (teatro de La Abadía 2024).

## Premios y reconocimientos
- 1991 - Premio Extraordinario de Arte Dramático del Instituto del Teatro de Barcelona
- 1994 - Premio Nacional Adrià Gual otorgado por la Generalidad de Cataluña y la Diputación de Barcelona, por la ópera Schneider, compuesta sobre un libreto de Sergi Belbel
- 1994/95 - Premio especial de la crítica
- 1993/1994 - Premio de la Crítica Teatral de Barcelona como mejor director de la temporada 1993/1994
- 1994/1995 - Premio Serra d’Or de Teatro temporada 1994/1995
- 2004 - Pulse Butaca 2004 a la mejor dirección teatral por Peatones
- 2005 - Premio de Artes Escénicas 2005 de la Generalidad Valenciana al mejor espectáculo no valenciano por Maestros antiguos
- 2007 - Pulse Butaca 2007 y Premio de la crítica 2007 al mejor espectáculo musical por El Dúo de la Africana.